# نبرد ینا–اورشتدت
نبرد ینا–اورشتدت (انگلیسی: Battle of Jena–Auerstedt)، نبردی‌ست که در اکتبر ۱۸۰۶ در غرب رودخانه زاله واقع در آلمان امروزی بین نیروهای ناپلئون بناپارت و فریدریش ویلهلم سوم رخ داد که با پیروزی قاطع نیروهای فرانسوی همراه بود و پس از آن بود پادشاهی پروس توسط نیروهای فرانسوی اشغال شد و این اشغال تا جنگ ائتلاف ششم و سال ۱۸۱۲ ادامه یافت.